# 浙江理工大学

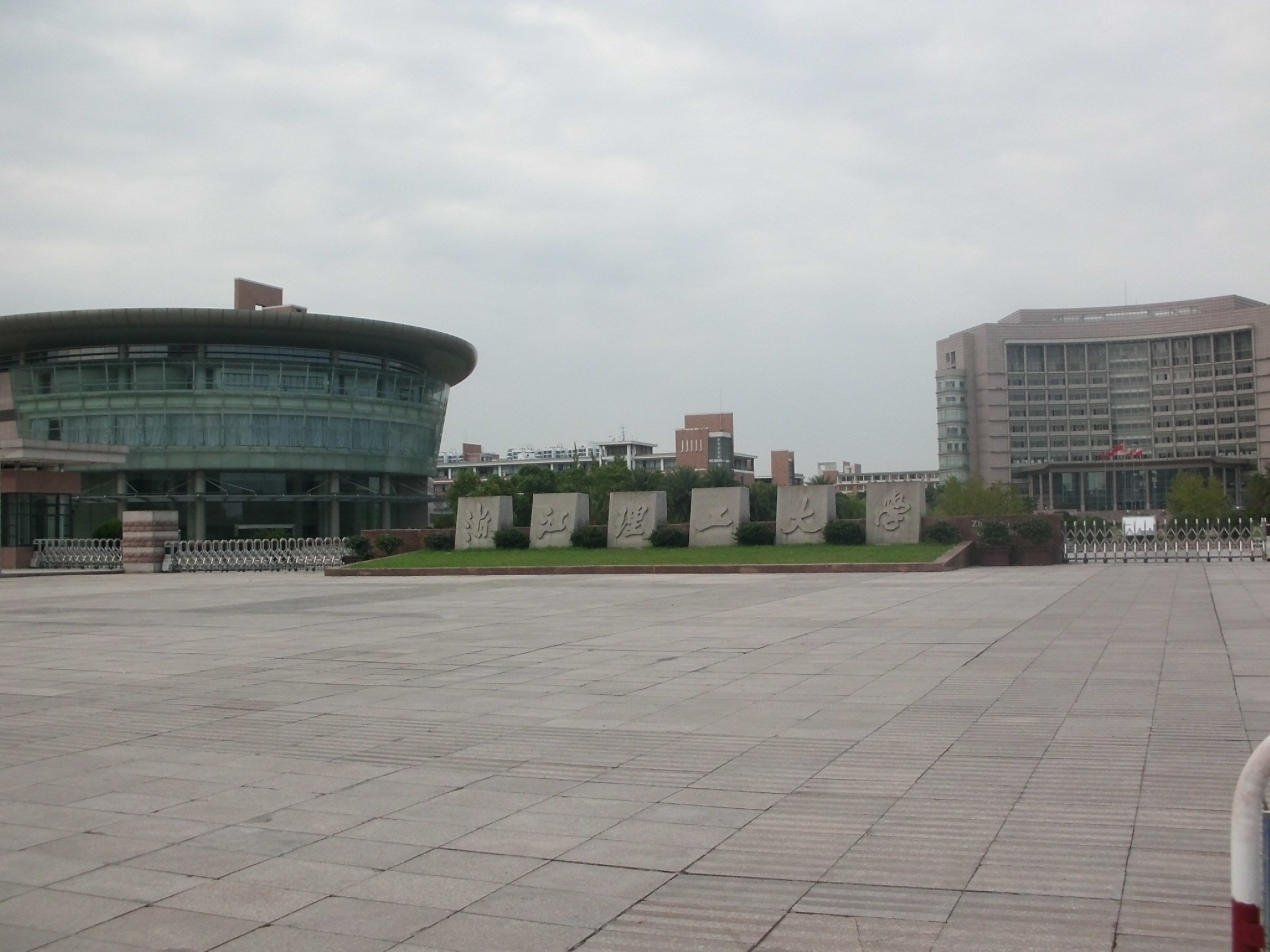
南大門

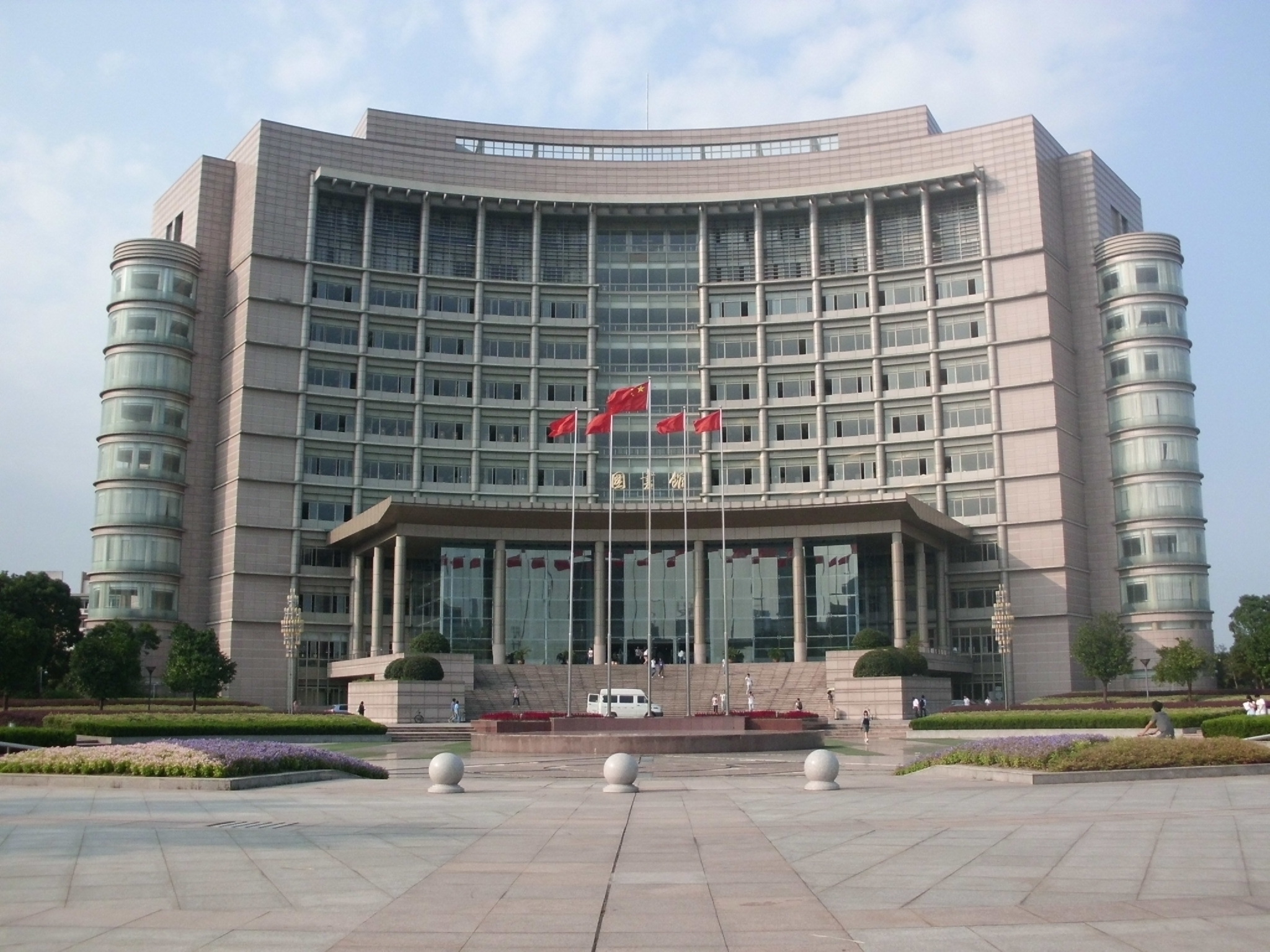
図書館

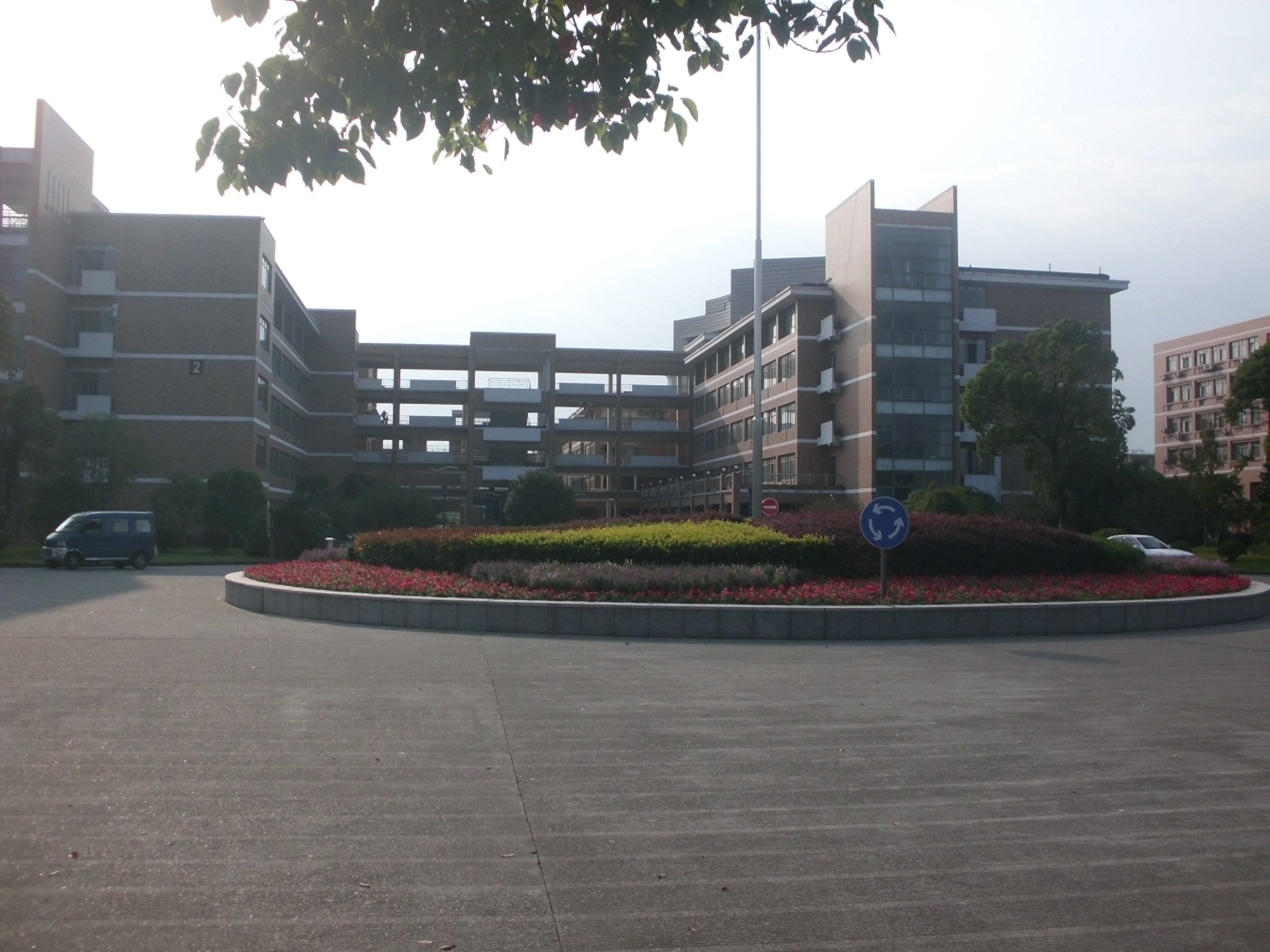
2号教学楼

浙江理工大学（せっこうりこうだいがく）は中国浙江省杭州市に位置する理工学を主とする大学で、理学、工学、文芸学、経済学、管理学、法学などの学科を持つ重点大学である。当校前身の蚕学館は1897年に創立され、中国において最も早く創立された大学の１つである。1999年4月、浙江シルク工学院から浙江工程学院と改称した。更に2004年5月、浙江理工大学と改称した。
2008年4月、学部が16設置されており、学科が45、修士課程が30、博士課程が2つある。全日制の本科生、大学院生は約20,000人である。教職員が約1,500人、助教授以上の職名を持つ教師が約400人、その中で教授は約130人である。
2020年5月現在、敷地面積は2100ムー余りで、そのうち下沙キャンパスの敷地面積は1500ムー。 下に18の学院（教研部）を設けて、1つの独立学院を開催して、本科の専攻が67ある。 博士学位授権一級学科3つ、修士学位授権一級学科24つ、専門学位類別15種類、ポスドク科学研究流動ステーション3つを持っている。 材料科学、化学、工学の3つの学科はESI世界ランキングの上位1%に入った。 全日制の在校生は29200人余りで、そのうち大学院生は4460人余りである、 教職員2235人。

## 付帯施設
学校には病院、店、図書館、展示ホール、レストラン、体育館、スタジアム、屋内プール、バスケットボール、バレーボール、サッカーなどが可能な室外のグラウンドなどの付帯施設がある。